# Kunihiko
Kunihiko (jap. くにひこ, クニヒコ) – męskie imię japońskie.

## Znane osoby
- Kunihiko Ikuhara (邦彦), japoński reżyser anime
- Kunihiko Kasahara (邦彦), japoński origamista i autor wielu książek na temat origami
- Kunihiko Kase (邦彦), japoński kompozytor i producent muzyczny
- Kunihiko Kodaira (邦彦), japoński matematyk
- Kunihiko Mitamura, (邦彦), japoński aktor
- Kunihiko Murai (邦彦), japoński producent muzyczny
- Kunihiko Tanaka (久仁彦)japoński artysta, mangaka i projektant postaci
- Kunihiko Yasui (邦彦), japoński seiyū
- Kunihiko Yuyama (邦彦), japoński reżyser filmowy i anime

## Fikcyjne postacie
- Kunihiko Moji (邦彦), bohater mangi i anime Bokura-no